# 아민타스 3세

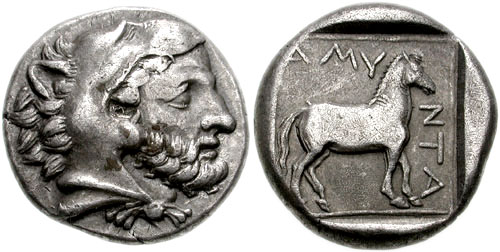
아민타스 3세 주화

아민타스 3세(그리스어:Αμύντας Γ΄)는 고대 마케도니아 왕국의 임금으로 필리포스 2세의 아버지이자 알렉산드로스 대왕의 할아버지이다. 기원전 393년과 기원전 392년부터 기원전 370년까지 마케도니아의 왕이었다.
그는 아르켈라오스 2세의 죽음은 뒤 혼란 속에서 왕위에 올랐다. 재위 초기는 그는 많은 적들에 둘러싸여 어려움을 겪었고, 기원전 383년 일리리아의 침입으로 쫓겨났으나, 다음해 테살리아의 도움으로 다시 왕위로 복귀하였다. 그는 강력한 그리스 국가들인 스파르타, 페라에의 이아손, 아테나이와 절묘한 동맹, 외교 관계로 마케도니아의 독립을 지켰고 이는 나중에 그의 막내 아들 필리포스 2세가 그리스의 맹주로 등장하는 밑거름이 되었다.